# Дилей
Диле́й (англ. delay), или э́хо (англ. echo) — звуковой эффект (применяется певцами, инструментальными исполнителями, оркестром; в последнем случае часть оркестра помещается в отдалении от главного оркестра, дающего музыкальную фразу громко, после чего малый оркестр повторяет ее тихо) или соответствующее устройство, имитирующее чёткие затухающие повторы (эхо) исходного сигнала. Эффект реализуется добавлением к исходному сигналу его копии или нескольких копий, задержанных по времени. Под дилеем обычно подразумевается однократная задержка сигнала, в то время как эффект «эхо» — многократные повторы. По принципу действия является частным случаем ревербератора. Отличие заключается в том, что дилей имеет одну линию задержки и больший временной интервал (не менее 50—60 мс), который позволяет отделить оригинальный звук от эффекта на слух. Эффект дилея не встречается в природе и носит рукотворный характер.

## Принцип действия

### Tape Delay

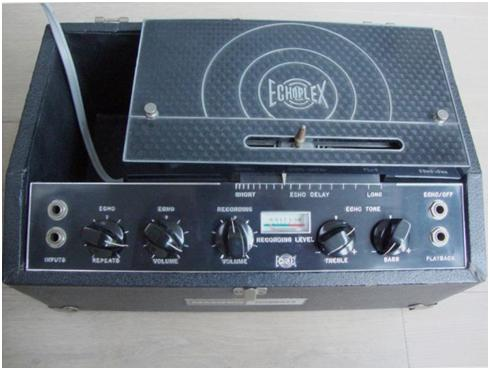
Ленточный дилей Echoplex EP4

Плёночное (ленточное) эхо — используется принцип магнитофона. Исходный сигнал записывается на закольцованную магнитофонную ленту и воспроизодится блоком головок. Сделав круг, лента опять попадает на записывающую головку, которая стирает старый сигнал и записывает новый. Эффект можно регулировать с помощью изменения скорости вращения мотора лентопротяжного механизма, переключением звукоснимающих головок (если их несколько) и положением самой звуковоспроизводящей головки. Особенность этого типа — насыщение магнитной плёнки (сатурация) и детонация лентопротяжного механизма, в результате которой выходной сигнал может «плавать».

### Analog Delay
Аналоговые схемы на основе ПЗС (приборов с зарядовой связью). Особенность — сигнал, проходя через элементы схемы, теряет высокочастотные составляющие. В результате чего с каждым повтором происходит «замыливание» сигнала.

### Digital Delay

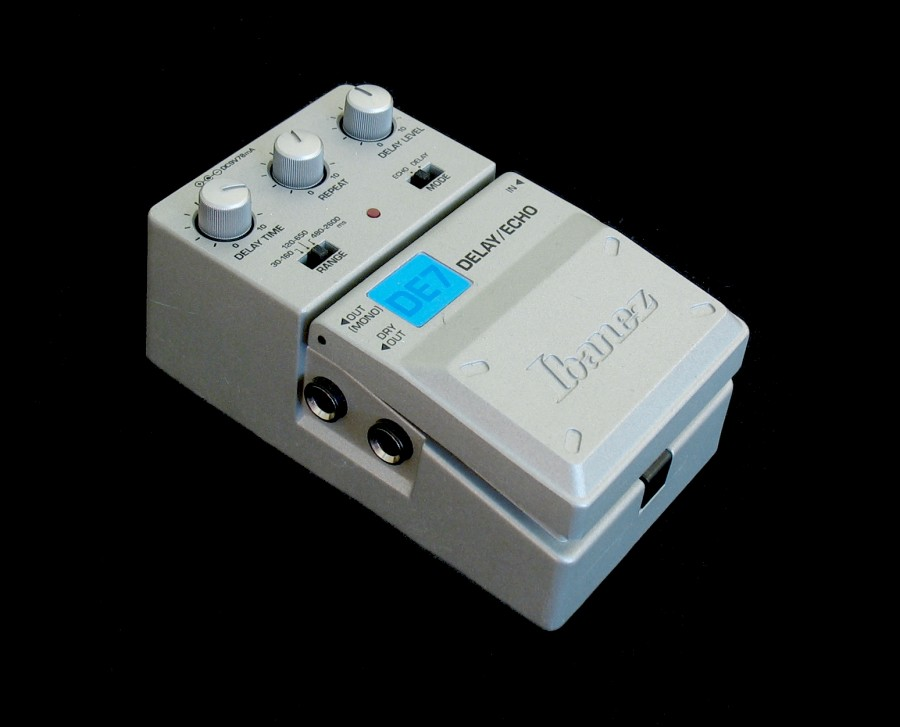
Цифровой дилей Ibanez DE-7

Цифровые схемы на основе АЦП-ЦАП преобразований. В результате аналого-цифрового преобразования сигнал сохраняется в памяти устройства по принципу наложения. В зависимости от типа используемой памяти информация может сохраняться без изменения или деградировать с течением времени. Для имитации аналоговых или плёночных дилеев задержанный сигнал может быть обработан фильтрами и другими эффектами.

## Параметры эффекта
- Обратная связь (feedback regeneration) — при отсутствии обратной связи на выходе будет одна задержка, с увеличением её значения растёт и количество сигналов на выходе.
- Время задержки (delay time) — промежуток времени между исходным сигналом и его задержкой (задержками).
- Баланс (balance mix) — соотношение исходного и задержанного сигналов.
- Тип (type) — характеризует тип используемого дилея.
  - slapback delay — короткая одиночная задержка без обратной связи длительностью до 120 мс.
  - echo — более длинная задержка с обратной связью.
  - multi tap delay — несколько последовательных задержек.
  - stereo delay — левый и правый каналы обрабатываются с разными параметрами обратной связи и времени задержки.
  - rhythmic delay — тоже, что и stereo delay, но параметры времени задержки каналов устанавливаются в строгой зависимости друг от друга (например, четверти и триоли).
  - ping pong delay — поочерёдное панорамирование задержанного сигнала в левый/правый канал.
  - reverse — в цифровых эффектах возможно воспроизведение записанного в буфер сигнала в обратном порядке
  - dynamic delay — уровень задержанного сигнала зависимости от уровня входного. Таким образом задержанные фразы звучат тише и не мешают новым фразам.
  - modulated delay — задержанный сигнал обрабатывается другими эффектами (хорус, флэнжер и пр.)

## Устройства, реализующие эффект
- Boss DD-7 Digital Delay
- Boss DD-20 Giga Delay
- Biyang AD10 Time Machine Delay
- Danelectro FAB Echo
- Electro-harmonix Deluxe Memory Man
- Eventide Eventide Timefactor
- Line 6 DL-4 Delay Modeler
- Line 6 Echo Park
- Marshall Echohead
- Moog Moogerfooger MF-104M Analog Delay
- Mxr M169 Carbon Copy Analog Delay
- Nobels DD-800
- Strymon Deco Tape Saturation & Doubletracker
- T-Rex Engineering’s Replica
- TC Electronic Nova Delayr
- Behringer DD-400